# Дон Лотарио
Дон Лотарио (англ. Don Lothario) — сим и один из персонажей во вселенной The Sims. Он появлялся в трёх частях основной серии The Sims кроме первой части. Дон Лотарио — харизматичный дамский угодник, состоящий во множественных отношениях с разными женщинами. Он — один из самых известных персонажей франшизы The Sims. С Доном связаны многочисленные фанатские теории вокруг исчезновения Беллы Гот.

## Описание
Дон Лотарио впервые был представлен в The Sims 2 в качестве жителя Новосельска — одного из трёх базовых городков. Дон — мужчина средних лет, брюнет с привлекательной внешностью, зелёными глазами и смуглой кожей. В городке он приобрёл репутацию местного ловеласа, находясь в отношениях со множеством женщин. Дон Лотарио — это объединение нарицательных имён «Лотарио» и «Дон Жуан», обозначающих на итальянском и испанском эгоиста и ненасытного обольстителя.
Дон в том числе какое то время встречался с исчезнувшей Беллой Гот, в биографии персонажа указано то, что до своего исчезновения Белла находилась на балконе Дона, изучая на его крыше ночное небо. На момент начала игры он помолвлен с Кассандрой Гот — дочерью Беллы, но одновременно находится в любовных отношениях с сёстрами Гонгадзе, также у него отношения с горничной Кейлин. Если игрок начинает управлять семьёй Гот, то застанет семью во время свадебной церемонии, игра посоветует Кассандре завершить помолвку с Доном, но тот испугается и сбежит. Начав играть за самого Дона Лотарио, игрок получит от игры предложение пригласить Нину Гонгадзе, а также горничную для уборки в доме. Горничная оказывается тоже влюблённой в Дона Лотарио, если игрок позволит ей остаться на участке после уборки, наиболее вероятно она увидит его вместе с Ниной, устроит истерику и расстанется с ним.
Дон Лотарио появляется в качестве базового персонажа в The Sims 3, в городке Риверсайд. Временная шкала для многих персонажей из второй части в The Sims 3 соответствует прошлому 30-ти летней давности, однако Дон Лотарио остаётся взрослым персонажем. Его биография объясняет это тем, что он был перемещён назад во времени неизвестным устройством и это оказался «билет в один конец», подстроенный неизвестными смеющимися женщинами в качестве наказания за измены.
Дон Лотарио появляется в качестве базового персонажа в Оазис Спрингс, The Sims 4, в альтернативной реальности, где он живёт вместе с сёстрами Гонгадзе и их матерью, но ни с кем не состоит в отношениях. Согласно предыстории он переехал к сёстрам из-за легкомысленного романа с матерью сестёр — Катриной.
В 2023 году внешность Дона Лотарио была изменена вместе с бесплатным обновлением, чтобы больше соответствовать оригинальному канону из второй части.

## Восприятие
Дон Лотарио был признан одним из самых культовых персонажей франшизы The Sims в среде игрового сообщества. Редакция Screenrant поставила этого сима на седьмое место в списке самых спорных персонажей, учитывая его сомнительную репутацию сердцееда. Многие игроки любят его, но многие и терпеть не могут. Редакция журнала также поместила его в список 10 любимых персонажей, упоминая Дона Лотарио, как крайне харизматичного персонажа, но даже этот факт его не спасает от многочисленных проблем из-за привычки вступать во множество любовных отношений. Дон Лотарио выступал популярной любовной партией у игроков The Sims 2. Реакция на его дизайн в The Sims 4 была неоднозначной, по этой причине создатели контента делились его доработанной версией, в том числе с применением пользовательского контента. Дон Лотарио связан с исчезновением Беллы Гот — самого популярного персонажа среди фанатов The Sims, которые долгие годы строили теории вокруг её исчезновения. Хотя теория с похищениями инопланетянами признана основной, также популярна теория того, что именно Дон Лотарио причастен к исчезновению Беллы за то, что она отвергла его ухаживания. Якобы Лотарио сговорился с сёстрами Гонгадзе, жаждущими заполучить состояние мужа Беллы — Мортимера, чтобы убить Беллу и преподнести это, как исчезновение.
Лора Брэдли c сайта The Daily Beast комментируя возможную адаптацию The Sims утверждал, что наличие такого легендарного персонажа, как Дон Лотарио просто обязательно. Журналист назвал Дона очаровательным негодяем, «одиозным слизняком, умудрявшимся каким то образом завоевать сердца девушек». Брэдли заметила, что на такую роль идеальнее всего подошёл бы Чарльз Мелтон, но она также заметила, что никто бы так идеально не сыграл роль Лотарио, как Бобби Каннавале. Редакция ScreenRant, также спекулируя вокруг возможной экранизации, заметила, что на роль Лотарио лучше бы всего подошёл Роберт Дауни Младший.
Игроки выбирают чаще всего Лотарио, если хотят разыграть в The Sims 4 сценарии с неверностью. Также он является популярным выбором для разных испытаний, например создания множества поколений симов или «уход за 100 младенцами», так как многие игроки создавая новых симов через рождение в игре предпочитают выбирать в качестве отца Дона Лотарио. 